# آنتونی لوونشتاین
آنتونی لوونشتاین (زادهٔ ۱۹۷۴) کارگردان، نویسنده و روزنامه‌نگار استرالیایی آلمانی است.

## زندگی
لوونشتاین برای تعدادی از نشریات مانند گاردین و سیدنی مورنینگ هرالد نوشته است.
لوونشتاین در نوشتن فصلی در کتاب Not Happy, John که پرفروش‌ترین کتاب در استرالیا بود، مشارکت کرد. در این فصل از کتاب ناامیدی فزاینده از جان هوارد نخست‌وزیر وقت برجسته شده بود. این کتاب در فهرست کوتاه جایزه ادبی برتر نیو ساوت ولز در سال ۲۰۰۷ قرار گرفت. این کتاب در یک بررسی در The Australian Jewish News مورد انتقاد قرار گرفت.
او با احمد مور در ویراستاری کتاب پس از صهیونیسم: یک دولت برای اسرائیل و فلسطین همکاری داشته است. این کتاب شامل مقالاتی از عمر برغوتی، جان میرشایمر، ایلان پاپه، سارا روی، و جاناتان کوک و دیگران است.
لوونشتاین با ناشون زالک، فیلمساز آفریقای جنوبی، در کارگردانی یک مستند برای الجزیره انگلیسی در سال ۲۰۱۹ با موضوع سوء مصرف مواد مخدر ترامادول در نیجریه با عنوان West Africa's Opioid Crisis همکاری داشت. او در سال ۲۰۱۹ در مستندی با عنوان  This Is Not A Movie، که موضوع آن رابرت فیسک خبرنگار ایندیپندنت در خاورمیانه است حضور داشت.
لوونشتاین یکی از بنیانگذاران  (IAJV)Independent Australian Jewish Voices است. او برنده جایزه صلح اورشلیم (قدس) در سال ۲۰۱۹، یکی از جوایز برجسته صلح استرالیا، برای کارش در مورد اسرائیل/فلسطین شد.
در سال ۲۰۲۱، او به همراه روزنامه‌نگار همکارش پیتر کروناو، Declassified Australia  را تأسیس کرد. این وب سایت خبری با انتقاد از روابط استرالیا با جهان گزارش می دهد.  او و دن دیویس، فیلمساز بریتانیایی، مستند الجزیره با عنوان Under the Cover of Covid  را کارگردانی کردند.
در سال ۲۰۲۳، او کتاب «آزمایشگاه فلسطین: چگونه اسرائیل فناوری اشغال را در سراسر جهان صادر می‌کند» در بریتانیا، ایالات متحده و استرالیا با چندین نسخه ترجمه‌شده را منتشر کرد. این کتاب در فهرست نهایی جایزه مور ۲۰۲۳ برای نوشتن حقوق بشر و پرفروش‌ترین کتاب در نیوزیلند و بسیاری از مناطق بود.  هنگامی که در نوامبر ۲۰۲۳، لوونشتاین با همکاری بانکی هادوک فیورا، جایزه کتاب Walkley را برای روزنامه نگاری طولانی برای این کتاب دریافت کرد،   این کتاب برنده جایزه منتخب مردم شد و همچنین در فهرست نهایی جایزه برتر ویکتوریا ۲۰۲۴ و جایزه ادبیات غیرداستانی و جایزه کتاب غیرداستانی در جوایز ادبی کوئینزلند ۲۰۲۴ قرار گرفت.
او به طور مرتب در رسانه های جهانی از CNN تا الجزیره انگلیسی مصاحبه می کند.